# 伊薩·卡博雷
伊薩·卡博雷（法語：Issa Kaboré，2001年5月12日—），是一名布吉納法索職業足球員，現効力英超球隊曼城，布吉納法索國家足球隊成員。

## 榮譽

### 個人
- 非洲國家盃最佳年青球員 : 2021[1]

## 外部連結
- Soccerway資料庫：伊薩·卡博雷